# Saint-Mard-sur-le-Mont
Saint-Mard-sur-le-Mont è un comune francese di 128 abitanti situato nel dipartimento della Marna nella regione del Grand Est.

## Società

### Evoluzione demografica
Abitanti censiti